# NPO 1
NPO 1 je první národní televizní stanice v Nizozemsku, která zahájila vysílání dne 2. října 1951 jako NTS. Tato stanice je veřejnoprávní, spolu se svými sesterskými stanicemi NPO 2 a NPO 3. Tato stanice je provozována společností Nederlandse Publieke Omroep. Na této stanici je vysíláno široké spektrum pořadů, většinou se pořady zaměřují na většinového diváka. V roce 2008 tento kanál byl nejsledovanějším v Nizozemsku s podílem 22,5 % diváků.
V roce 1964 se v souvislosti se spuštěním Nederlandu 2 kanál přejmenoval na Nederland 1.
16. září 2007 začaly všechny kanály NPO (Nederland 1, Nederland 2 a Nederland 3) v širokoúhlém formátu obrazu, přičemž některé programy již byly vysílány v tomto formátu předtím.
4. července 2009 začaly vysílat všechny 3 kanály ve vysokém rozlišení obrazu (1080i).
Již před spuštěním HD kanálů však probíhaly testy kanálu Nederland 1 HD. Tento kanál testoval ve dnech 2.6.–14.8 2008 kvůli vysílání Mistrovství Evropy ve fotbale 2008, Tour de France 2008 a Letních olympijských her 2008 v HD.
19. srpna 2014 se Nederland 1 v rámci rebrandingu TV a rozhlasových stanic NPO přejmenoval na NPO 1.